# كين دافيتيان
كين دافيتيان (بالإنجليزية: Ken Davitian) مواليد 19 يونيو 1953 في لوس أنجلوس، هو ممثل وكوميدي أمريكي بدأ مسيرته الفنية سنة 1991.

## الأعمال
- الدرع
- سوات
- حفر
- مان أبارت
- بورات
- بوسطن ليغال
- قابل الإسبارطيين
- كن ذكيا
- تشاك
- الفنان

## روابط خارجية
- كين دافيتيان على موقع IMDb (الإنجليزية)
- كين دافيتيان على موقع ألو سيني (الفرنسية)
- كين دافيتيان على موقع أول موفي (الإنجليزية)
- كين دافيتيان على موقع قاعدة بيانات الأفلام السويدية (السويدية)
- كين دافيتيان على موقع إن إن دي بي (الإنجليزية)
- كين دافيتيان على موقع قاعدة بيانات الفيلم (الإنجليزية)
- كين دافيتيان على موقع كينوبويسك (الروسية)